# Вануатський вату
Ва́ту (знак: Vt; код: VUV) — національна валюта Республіки Вануату (в перекладі з мови біслама — «камінь»). На відміну від інших валют не має складових частин.

## Історія
1980 року англо-французький кондомініум Нові Гебриди став незалежною державою Вануату. 16 грудня 1980 міністром фінансів Вануату було оголошено про початок грошової реформи, результатом якої стало перейменування 1 січня 1981 новогебридського франка у вату. У лютому 1981 року почалися розробки дизайну нової національної валюти, яка повинна була замінити новогебридський франк і австралійський долар. Випуском вату зайнявся Банк Індокитаю (фр. Banque de l'Indochine), емісійний банк, заснований в Парижі в 1875 році. Нова валюта була випущена вже 22 березня 1982 року, а з 1 квітня 1983 новогебридський франк і австралійський долар перестали бути законним платіжним засобом на території Вануату.

## Монети та банкноти
У обігу знаходяться монети номіналом:  5, 10, 20, 50 і 100 вату, та  банкноти номіналом: в  200, 500, 1000 , 5000 та 10000 вату.
Всі монетні вату різні за розмірами – починаючи від 7 мм 1 вануатського вату до великих 65 мм 100 вату. Виготовляють цю валюту з міді, нікелю та латуні, а також із різних за концентрацією сплавів.
У 1982 році Центральним банком Вануату спочатку був випущені купюри номіналом 100, 500 і 1000 вату. У 1989 році була введена нова банкнота 5000 вату, а з 1993 року випуском грошей став займатися Резервний банк: були випущені нові банкноти 500 і 1000 вату. Купюра 200 вату була введена в 1995 році.
Всі вануатські вату різні за розмірами. Кольорова гама банкнот приблизно однакова, переважають синій, фіолетовий, коричневий – в банкнотах з 200 до 1000 та чорний і зелений кольори – в банкнотах номіналом 2000 і вище.
На аверсі вату зображено національний гімн та герб держави, на реверсі – сцени із повсякденного життя вануатців – прості люди в різних позах, стада корів, церемоніальні маски тощо – все у вигляді колажів на національну тематику.
Водяним знаком на всіх банкнотах виступає малюнок бородатого чоловіка в традиційному вануатському головному уборі.
Особливістю фінансової системи цієї держави є високі податкові пільги а також низькі податки на прибуток, тобто загалом держава є офшорним центром, де працюють багато відповідних компаній. Якщо підрахувати джерела доходів бюджету Вануату, то прибутки від офшорних компаній тут складатимуть приблизно третину.
Випуском монет і банкнот займається Резервний банк Вануату.

### Банкноты

#### Банкноти вату (1982-2006)
| Зображення | Номінал | Розміри (мм) | Опис                                                    | Опис | Опис                                | Дата    | Дата          |
| Зображення | Номінал | Розміри (мм) | Аверс                                                   | Реверс | Водяний знак                        | Введена | Не друкується |
| ---------- | ------- | ------------ | ------------------------------------------------------- | --- | ----------------------------------- | ------- | ------------- |
|            | 100     | 130×64       | національний гімн «Long God Yumi Stanap» і герб Вануату | стадо корів серед кокосових пальм | бородатий чоловік у головному уборі | 1982    | 1999          |
|            | 200     | 135×68       | національний гімн «Long God Yumi Stanap» і герб Вануату | у центрі — статуя перед будівлею парламенту: сім'я із зображенням батьків і двох дітей, ліворуч — сцена засідання ради племені, праворуч — прапор Вануату і кабаняче ікло | бородатий чоловік у головному уборі | 1995    |               |
|            | 500     | 140×70       | національний гімн «Long God Yumi Stanap» і герб Вануату | у центрі — жителі Вануату, які грають на традиційних барабанах, або тамтамах, ліворуч — різьблені статуетки, праворуч — церемоніальна маска і кабаняче ікло | бородатий чоловік у головному уборі | 1993    |               |
|            | 1000    | 150×75       | національний гімн «Long God Yumi Stanap» і герб Вануату | у центрі — двоє чоловіків, каное з аутрігером на тлі гористих островів, зліва — вирізьблені статуетки на тлі карти островів Вануату | бородатий чоловік у головному уборі | 1993    |               |
|            | 5000    | 160×80       | національний гімн «Long God Yumi Stanap» і герб Вануату | у центрі — мешканець островів, який дивиться на людину, що стрибає з вишки та прив'язана до неї мотузкою (батьківщина стрибків — острів Пентекост), зліва — круїзний лайнер, що причалив до острова, та кокосові пальми, праворуч — стадо корів на березі моря та кабаняче ікло | бородатий чоловік у головному уборі | 1989    |               |

#### Банкноти вату (2006-2020)
Починаючи з 2006 року всі банкноти нової серіі виробляюсь з полімеру.
| Зображення | Номінал | Основні кольори | Опис                                                    | Опис                                         | Опис            | Дата        |
| Зображення | Номінал | Основні кольори | Аверс                                                   | Реверс                                       | Полімерне вікно | Введена     |
| ---------- | ------- | --------------- | ------------------------------------------------------- | -------------------------------------------- | --------------- | ----------- |
|            | 200     | рожевий         | національний гімн «Long God Yumi Stanap» і герб Вануату | Сім'я                                        | мушля           | 2014 & 2020 |
|            | 500     | бузковий        | національний гімн «Long God Yumi Stanap» і герб Вануату | Танцюристи                                   | мушля           | 2017        |
|            | 1000    | коричневий      | національний гімн «Long God Yumi Stanap» і герб Вануату | Фермери, велика рогата худоба                | мушля           | 2014 & 2020 |
|            | 2000    | зелений         | національний гімн «Long God Yumi Stanap» і герб Вануату | Птахи, дерева                                | мушля           | 2014        |
|            | 5000    | жовтий          | національний гімн «Long God Yumi Stanap» і герб Вануату | Діти на каное, гора, стрибки у воду зі зрубу | мушля           | 2017        |

#### Пам'ятні банкноти
| Зображення | Номінал | Матеріал | Опис                            | Рік  |
| ---------- | ------- | -------- | ------------------------------- | ---- |
|            | 200     | папір    | 15-та річниця Незалежності      | 1995 |
|            | 1000    | папір    | Срібний ювілей незалежності     | 2006 |
|            | 10 000  | полімер  | 30-та річниця Незалежності      | 2010 |
|            | 500     | полімер  | Південнотихоокеанські міні-ігри | 2017 |
|            | 1000    | полімер  | 40-ва річниця Незалежності      | 2020 |